# 281 (szám)
A 281 (kétszáznyolcvanegy) a 280 és 282 között található természetes szám.

## A matematikában
- Prímszám
- Ikerprím
- Sophie Germain-prím
- Eisenstein-prím
- A 281 az első tizennégy prímszám összege:
2 + 3 + 5 + 7 + 11 + 13 + 17 + 19 + 23 + 29 + 31 + 37 + 41 + 43 = 281
- Előállítható 7, egymást követő prímszám összegeként. 29 + 31 + 37 + 41 + 43 + 47 + 53 = 281
- Középpontos tízszögszám.